# La via per Gandolfo
La via per Gandolfo (The Road to Gandolfo) è un romanzo di Robert Ludlum pubblicato nel 1975; con il successivo The Road to Omaha (La strada per Omaha), forma un dittico in cui è protagonista MacKenzie Hawkins.
Il libro è stato tradotto  in neogreco, turco, tedesco, italiano e altre lingue.

## Trama
MacKenzie Hawkins, detto "il Falco", è un ex generale americano. Scampato ad una sentenza che lo condannava a quattromila anni di lavori forzati in Cina, riesce a raccogliere un "finanziamento" di quaranta milioni di dollari che si propone di "mediare l'acquisto di prodotti finiti di natura religiosa". I quattro "finanziatori" versano dieci milioni a testa a seguito di minaccia, da parte di Hawkins, di rivelare particolari scottanti sia del loro passato sia del loro presente. Particolari che, se conosciuti, comporterebbero forti condanne. Difatti, si tratta di un mafioso, di un trafficante di armi, di una spia e di uno sceicco arabo che, di nascosto, vende petrolio agli israeliani.
In realtà il "progetto" del protagonista è quello di rapire niente meno che il Papa Francesco I, amatissimo dalla popolazione cattolica di tutto il mondo, sostituendolo con uno sgangherato cugino che, fisicamente, ne è la copia esatta. Il successivo scopo del "Falco" è chiedere un riscatto record per il rilascio del Pontefice: un dollaro per ogni credente cattolico: vale a dire circa quattrocento milioni.
Aiutato dalle quattro ex mogli e, contro la sua volontà, dall'avvocato di Boston Sam Deveraux, il rapimento riesce. Anche grazie alla volontà del Pontefice che, addirittura, contribuisce al medesimo.
Sua Santità è trasferito in un rifugio segretissimo, dove, in un contesto reso esilarante dall'autore, finisce per diventare amico dei rapitori e di cucinare tagliolini per loro. Naturalmente, nessun riscatto sarà pagato, mentre fra Sam Deveraux ed una delle ex mogli di Hawkins, Anna, sembra nascere del tenero.

## Edizioni in italiano
- Robert Ludlum, La via per Gandolfo, Milano: Rizzoli, 1985
- Robert Ludlum; La via per Gandolfo, traduzione di Luciana Bianciardi, Milano: Rizzoli, 1985
- Robert Ludlum, La via per Gandolfo, Milano: Rizzoli, 2013